# Apogonia setulosa
Apogonia setulosa är en skalbaggsart som beskrevs av Sharp 1881. Apogonia setulosa ingår i släktet Apogonia och familjen Melolonthidae. Inga underarter finns listade i Catalogue of Life.